# Międzynarodowy Dzień Przyjaźni
Międzynarodowy Dzień Przyjaźni, również Międzynarodowy Dzień Koleżeństwa (ang. International Day of Friendship, Międzynarodowy Dzień Przyjaźni)  – święto obchodzone 30 lipca, ustanowione w 2011 roku rezolucją A/RES/65/275 z 27 kwietnia 2011 przez Zgromadzenie Ogólne ONZ. Jego ideą jest przyjaźń między narodami, krajami, kulturami i osobami fizycznymi, która może zainspirować wysiłki na rzecz pokoju i budować mosty między społecznościami.

## Historia
Do ustanowienia tego święta przyczynił się dr Ramón Artemio Bracho z Paragwaju, który w 1958 roku założył fundację na rzecz przyjaźni Cruzada Mundial de la Amistad aniversario de fundación. Historia obchodów tego święta sięga jednak lat 30. XX wieku, kiedy firmy sprzedające kartki okolicznościowe w USA zaczęły promować Dzień Przyjaźni, jednak święto to nie przyjęło się.
Po wielu latach starań Ramóna Artemio Bracho i jego fundacji, w 200. rocznicę niepodległości Paragwaju, ONZ uznało ten dzień, jako oficjalne święto.

## Obchody
W 2015 roku sekretarz generalny Organizacji Narodów Zjednoczonych Ban Ki-moon powiedział o święcie tak:

W tegorocznym Międzynarodowym Dniu Przyjaźni wzmacniajmy więzi międzyludzkie, wykażmy większy szacunek i zrozumienie dla każdego człowieka na świecie